# 第11陸航旅 (烏克蘭)
第11陸軍航空旅(烏克蘭語：11-та окрема бригада армійської авіації)是烏克蘭陸軍的陸軍航空部队，駐紮於赫爾松州喬爾諾巴伊夫卡，直接隸屬烏克蘭陸軍司令部。

## 歷史
1992年1月12日蘇聯解體後，蘇聯紅軍第320獨立直升機團被烏克蘭接管。
在阿布哈茲戰爭期間，部隊協助疏散在斯瓦涅季山區的人道主義任務中來自科多爾峽谷的平民
1994年，部隊與其他幾個部隊一起組建了第2陸軍航空旅，隸屬敖德薩軍區，再於2003年8月20日改編為第11陸軍航空團並隸屬於第79空中機動旅。
到2013年，部隊改為第11陸航旅。

### 俄烏戰爭期間
俄烏戰爭開始後，第11陸航旅協防克里米亞邊界。
2019年10月14日，該旅被授予榮譽稱號“赫爾松”。

## 裝備
部隊配有Mi-2、Mi-8和Mi-24直升機。

## 歷任指揮官
- 科羅廖夫·鮑里斯·阿納托利耶維奇 (Корольов Борис Анатолійович)上校
- 瓦倫丁·伊万諾維奇·克拉馬連科 (Крамаренко Валентин Іванович)上校
- 尤里·米哈伊洛維奇·伊瓦先科 (Іващенко Юрій Михайлович)上校
- 查普·瓦西里·瓦西里維奇 (Чуп Василь Васильович)上校
- 塔拉斯·弗拉基米羅維奇·什柳哈丘克 (Шлюхарчук Тарас Володимирович)上校
- 薩米連科·馬克西姆·米哈伊洛維奇 (Саміленко Максим Михайлович)上校
- 米納科夫·魯斯蘭·維克托羅維奇 (Мінаков Руслан Вікторович)上校